# Aygudi
Aygudi es una ciudad y nagar Panchayat situada en el distrito de Tenkasi en el estado de Tamil Nadu (India). Su población es de 15129 habitantes (2011).

## Demografía
Según el censo de 2011 la población de Aygudi era de 15129 habitantes, de los cuales 7645 eran hombres y 7484 eran mujeres. Aygudi tiene una tasa media de alfabetización del 77,78%, inferior a la media estatal del 80,09%: la alfabetización masculina es del 85,58%, y la alfabetización femenina del 69,84%.